# Giaglione
Giaglione (piemonti nyelven Giajon, giaglioni dialektusban Dzalhoun, franciául Jaillons) egy olasz község a Piemont régióban, Torino megyében.
A község Torinótól 60, Susatól 6 km-re fekszik, a Moncenisióra vezető úton.
A Susa- és Sangone-völgyi Hegyi Közösség tagja. Három völgy: a Susa-völgy, a Cenischia-völgy és a Clarea-völgy találkozásánál fekszik.
Fő bevételi forrását hosszú időn keresztül a hegyvidéki mezőgazdaság termékei jelentették (gesztenye, sajt, bor), újabban pedig fellendülőben van idegenforgalma is.

## Látnivalók
Az 1230-ban épült várának már csak a romjai láthatók. A Santo Stefano nevű negyedben található egy kis kápolna, amelynek falait értékes 15. századi freskók díszítik.

## Testvérvárosok
- Bramans, Franciaország (2010)

## Fordítás
- Ez a szócikk részben vagy egészben  a   Giaglione című olasz Wikipédia-szócikk fordításán alapul.  Az eredeti cikk szerkesztőit annak laptörténete sorolja fel. Ez a jelzés csupán a megfogalmazás eredetét és a szerzői jogokat jelzi, nem szolgál a cikkben szereplő információk forrásmegjelöléseként.